# Rivolta dalmato-pannonica del 6-9
La rivolta dalmato-pannonica, scoppiata nel 6, durò per 4 lunghi anni, dopo durissimi scontri tra le popolazioni indigene di Dalmazia e Pannonia (area a quel tempo facente parte dell'Illirico romano), ed i conquistatori romani, che avevano sottomesso l'area 15 anni prima e che riuscirono ad assoggettare nuovamente queste genti.

## Contesto storico
La rivolta dalmato-pannonica scoppiava nel 6 dopo un quindicennio di occupazione romana e di apparente tranquillità. Area strategica che era stata occupata dopo numerose campagne volute fortemente da Augusto, sotto l'alto comando del figliastro, Tiberio Claudio Nerone (12-9 a.C.). La rivolta fu la naturale conseguenza del grave malcontento che si era creato per la cattiva amministrazione dei governanti, che avevano oppresso la popolazione con tributi troppo gravosi. In una situazione tanto drammatica, Augusto fu costretto anche ad arruolare liberti, come ci racconta lo stesso Svetonio:
(Svetonio, Augustus, 25.)

### Forze in campo
Velleio stima in una forza complessiva degli insorti Dalmati e Pannoni pari a 200 000 fanti e 9 000 cavalieri (Storia romana, II.110.3).
Le legioni impegnate inizialmente furono ben otto, cinque delle quali erano posizionate a Siscia (nell'Illirico) agli ordini di Tiberio (VIIII Hispana, XIII Gemina, XIIII Gemina, XV Apollinaris e XX Valeria Victrix). In Macedonia-Moesia, sotto il comando di Aulo Cecina Severo, le altre tre (VII Claudia, VIII Augusta e XI Claudia).
Al termine della rivolta si parla di un esercito romano enorme, composto da:
- 10 legioni (pari a circa 50 000 legionari) che Svetonio stimava addirittura in 15[1];
- un numero di ausiliari pari a quello dei legionari, come ci racconta Svetonio, vale a dire uguale a ben 15 legioni romane (= 75 000 armati ca.[1]) così suddivisi:
  - più di 70 reggimenti ausiliari di fanti (35 000 uomini);
  - 14 alae di cavalleria ausiliaria (7-8 000 cavalieri);
  - oltre a 10 000 veterani;
  - le numerose coorti voluntariorum e la cavalleria del re trace Rhoimetalkes;
  - una flotta di supporto per trasporti, pattugliamenti e approvvigionamenti.

## Campagne

### 6 d.C.: primo anno di guerra
L'insurrezione ebbe inizio nella zona sudorientale fra i dalmati Desiziati, comandati da un certo Batone. Poco dopo si estese anche ai pannoni Breuci, sotto il comando di un certo Pinnes e di un secondo Batone. Essi erano comandati da uomini che, come Arminio e Maroboduo, avevano servito nell'esercito romano come ufficiali di truppe alleate, e quindi ottimi conoscitori di metodi e disciplina dei loro avversari.
Sospesa l'azione marcomannica, Tiberio dovette impiegare tutta la sua abilità militare, tre lunghi anni di guerra, oltre a numerosi ed esperti generali (come Marco Valerio Messalla Messallino sostituito in seguito da Marco Emilio Lepido, Aulo Cecina Severo, Marco Plauzio Silvano o Gaio Vibio Postumo).

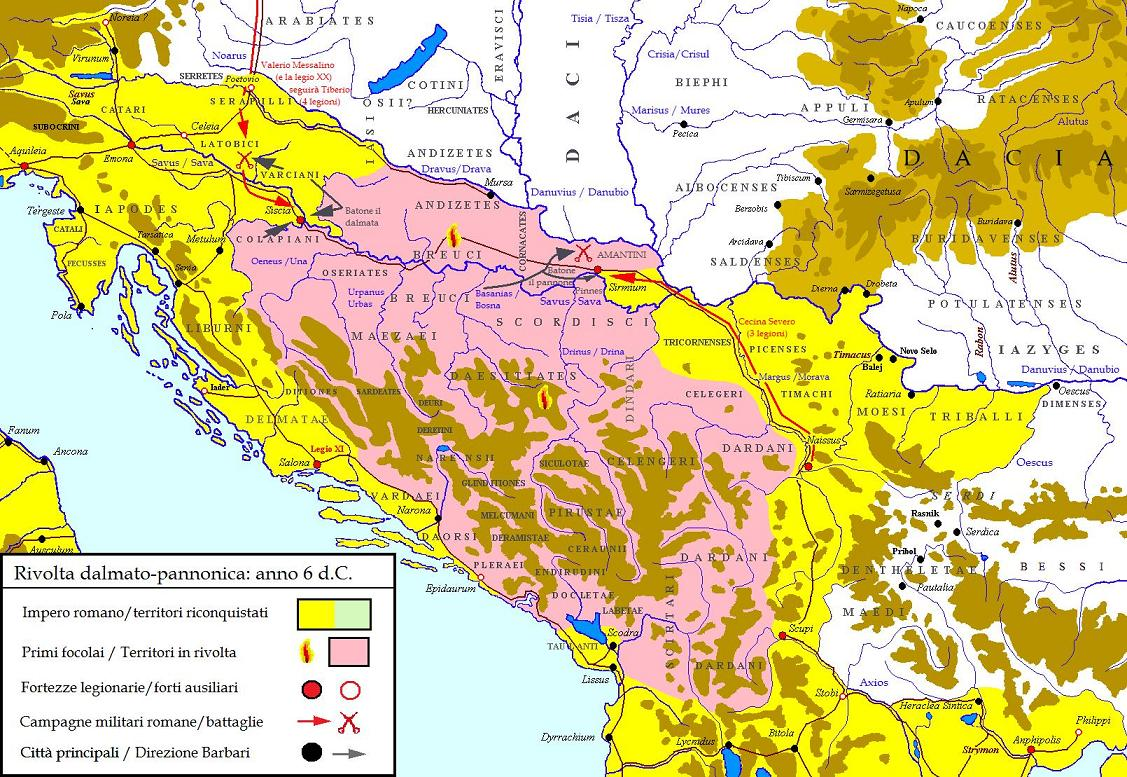
Il primo anno di guerra: Tiberio è costretto ad interrompere l'invasione della Marcomannia ed a intervenire nell'Illirico.

Tiberio, che ancora stava trattando le condizioni di pace con Maroboduo, inviava prontamente sul teatro della rivolta il governatore dell'Illirico, Messalla Messallino, per sbarrare loro la strada nel caso avessero deciso di invadere l'Italia. Quest'ultimo riusciva a battere un loro esercito di 20 000 armati ed a rifugiarsi nella roccaforte di Siscia, in attesa dell'arrivo di Tiberio.
Lungo il fronte orientale, Batone il Pannone (della tribù dei Breuci), piombava su Sirmium e la sua guarnigione romana, ma Cecina Severo, legato di Mesia, lo sorprendeva presso il fiume Drava e lo batteva appena in tempo per scongiurare la perdita di una fortezza tanto importante per i Romani da un punto di vista strategico, non senza gravi perdite romane. E se Batone il Dalmata fosse stato così intelligente da allearsi con il suo omonimo Pannone, i due eserciti insieme avrebbero avuto la meglio sull'esercito di Mesia, che a quel tempo era composto di "sole" tre legioni, estendendo la rivolta all'intera regione balcanica.
I Romani avevano, ora, in mano le roccaforti di Siscia e Sirmio, ma tutto il territorio che si trovava fra tali località e a sud di esse, fino al mare Adriatico, era in mano ai ribelli, mentre Tiberio faceva ritorno sul finire dell'anno.
I ribelli pannoni e dalmati si unirono ed occuparono il mons Almus (il monte Fruskagora) a nord della città di Sirmio e, sebbene sconfitti in una scaramuccia dal re tracio Remetalce I, che Cecina aveva inviato contro di loro, poterono mantenere la loro posizione. Frattanto scorrerie di Daci e Sarmati (Iazigi dell'Oltenia) costrinsero Cecina a ritirarsi ed a proteggere la sua provincia di Mesia. Lasciava, però, che il re trace, Remetalce I, evitasse agli insorti di occupare Sirmio durante l'inverno, e di fermare una possibile invasione della Macedonia, come infatti avvenne. Remetalce I ed il fratello Rescuporide riuscivano, di lì a poco, a respingere una loro nuova invasione della Macedonia.

### 7 d.C.: secondo anno di guerra

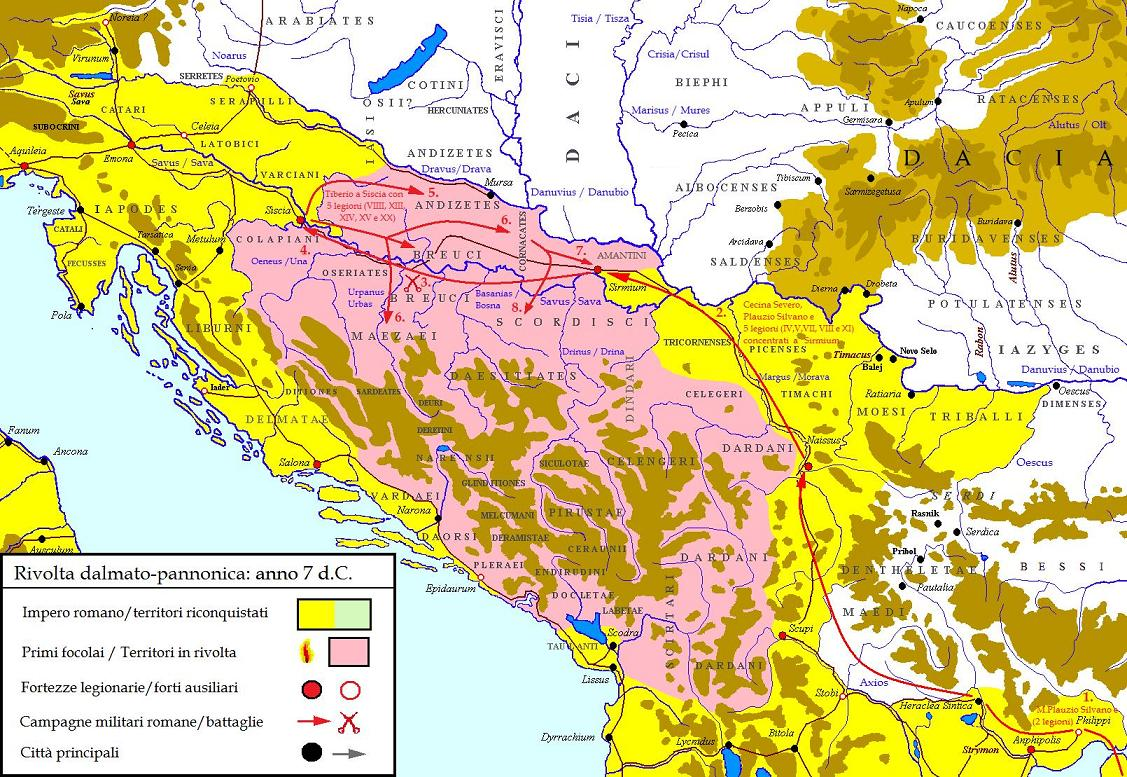
Il secondo anno di guerra: Tiberio concentra le truppe a Siscia (ben 10 legioni) e comincia l'offensiva romana.

Augusto, sospettando che Tiberio potesse avere ragione dei Dalmati in breve tempo, ma indugiasse, inviò sul teatro delle operazioni il nipote Germanico Giulio Cesare, che all'epoca era solamente questore, per controllare e farsi le ossa a fianco del padre adottivo.
La strategia di Tiberio era evidente. Si doveva procedere ricongiungendo l'esercito illirico con quello macedonico, lungo l'asse Siscia-Sirmio, dividendo i Pannoni, a nord della Sava, dai Dalmati dell'area montuosa ed interna dell'attuale Bosnia. Erano necessari, però, nuovi rinforzi. Non solo si procedette ad arruolare nuove coorti di voluntariorum, ma due nuove legioni si aggiunsero all'esercito macedonico dal fronte orientale. Queste legioni (IIII Scythica e V Macedonica), sotto il comando di Marco Plauzio Silvano, governatore di Galazia e Panfilia, aggiunte alle tre di Cecina Severo, costituivano un esercito di ben cinque legioni, pari a quello di Tiberio concentrato a Siscia, sul fronte occidentale. Ora Tiberio poteva disporre degli aiuti necessari per sferrare la sua controffensiva, ed occupare l'intera valle della Sava, da Siscia e Sirmio, procedendo in seguito ad un'occupazione lenta ma meticolosa che non lasciasse scampo al nemico.
Le prime operazioni di quell'anno, riguardarono il settore orientale dello schieramento romano, che avanzò verso occidente, sotto il comando congiunto di Cecina Severo e Plauzio Silvano. Il nemico, però, che si era concentrato in forze sotto il comando dei due Batoni, attendeva l'esercito romano per bloccargli la strada e batterlo, prima che si ricongiungesse a Tiberio. E così, mentre l'avanguardia dell'esercito romano cercava di accamparsi e la restante parte era ancora in marcia, il nemico gli piombò addosso all'improvviso e per poco non riuscì a schiacciarlo, seguendo una tattica simile a quella usata da Annibale nella battaglia del Trasimeno. L'esercito romano ondeggiò, ma alla fine prevalse la ferrea disciplina e la tenacia delle legioni romane, e da una possibile sconfitta e distruzione, emerse la vittoria. Questa fu la battaglia della paludi Volcee: uno dei più grandi disastri mancati negli annali della storia di Roma. Finalmente Cecina e Silvano poterono condurre le loro truppe a Siscia ed unirsi a Tiberio.
Tiberio aveva ora in pugno la valle della Sava, doveva solo rinforzarla con roccaforti, per evitare che i ribelli potessero unirsi di nuovo, e quindi batterli separatamente. Nella seconda parte di quell'anno Tiberio, infatti, dispose diverse colonne militari, che attaccassero simultaneamente in più punti il nemico. Tra queste anche Germanico partecipò, battendo e sottomettendo la tribù dalmata dei Mazei.
Al termine di queste operazioni, in vista dell'imminente inverno, Tiberio disponeva che:
- Cecina tornasse in Mesia (forse a Naisso) con le due legioni IIII Scythica e V Macedonica, ancora una volta per difendere la provincia dalle incursioni dei Daci;
- Plauzio Silvano tornasse a Sirmio con le legioni VII, VIII Augusta e XI;
- le rimanenti 5 legioni restassero con lui a Siscia.

### 8 d.C.: terzo anno di guerra

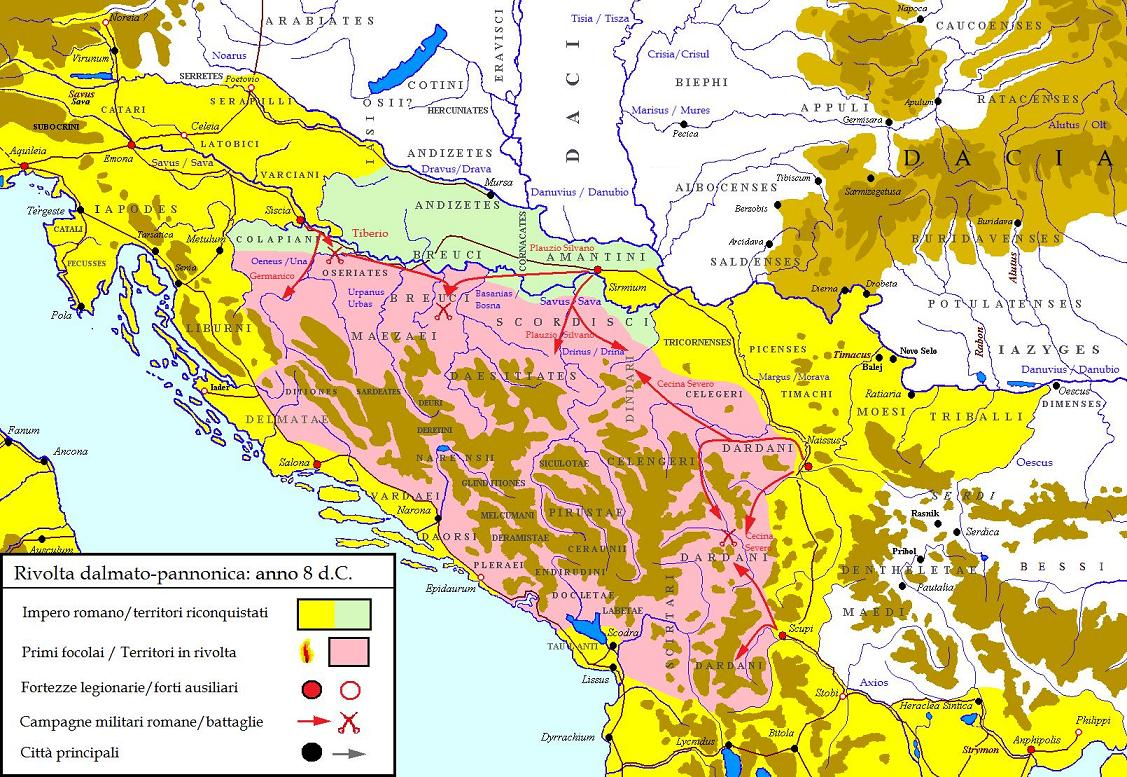
Il terzo anno di guerra: Tiberio batte e sottomette nuovamente i Pannoni.

L'esercito intorno a Siscia, mosse rapidamente verso est, riuscendo a battere un nuovo esercito pannone (in località sconosciuta, forse lungo il fiume Bosna). Era il 3 agosto.
La carestia e la paziente strategia di Tiberio li avevano logorati, i tradimenti fecero il resto. Batone il Pannone tradì Pinnes e lo consegnò ai Romani, in ricompensa divenne capo dei Breuci. L'altro Batone, il Dalmata, venuto a conoscenza del tradimento, lo catturò e lo uccise, persuadendo i Pannoni a riprendere le armi. Ancora una volta vennero sconfitti da Plauzio Silvano, sopraggiunto da Sirmio.
Batone il Dalmata decideva, allora, di ritirarsi più a sud tra i monti. Bloccò gli stretti passi che conducono nella Bosnia, mentre Silvano, più a nord, riusciva a sottomettere definitivamente i Breuci.
La penetrazione in questa difficile regione e la sua sottomissione, il cosiddetto bellum dalmaticum, come più tardi venne chiamato, fu preparato meticolosamente da Tiberio nel corso dell'inverno, lasciando a Siscia, Marco Emilio Lepido, Silvano a Sirmio, Germanico a sud delle Alpi Dinariche e Cecina ancora in Mesia, mentre egli stesso faceva ritorno a Roma per l'inverno. Tiberio era, ormai, sicuro che l'anno seguente sarebbe stato l'anno del successo definitivo e della capitolazione degli insorti.

### 9 d.c.: fine delle ostilità

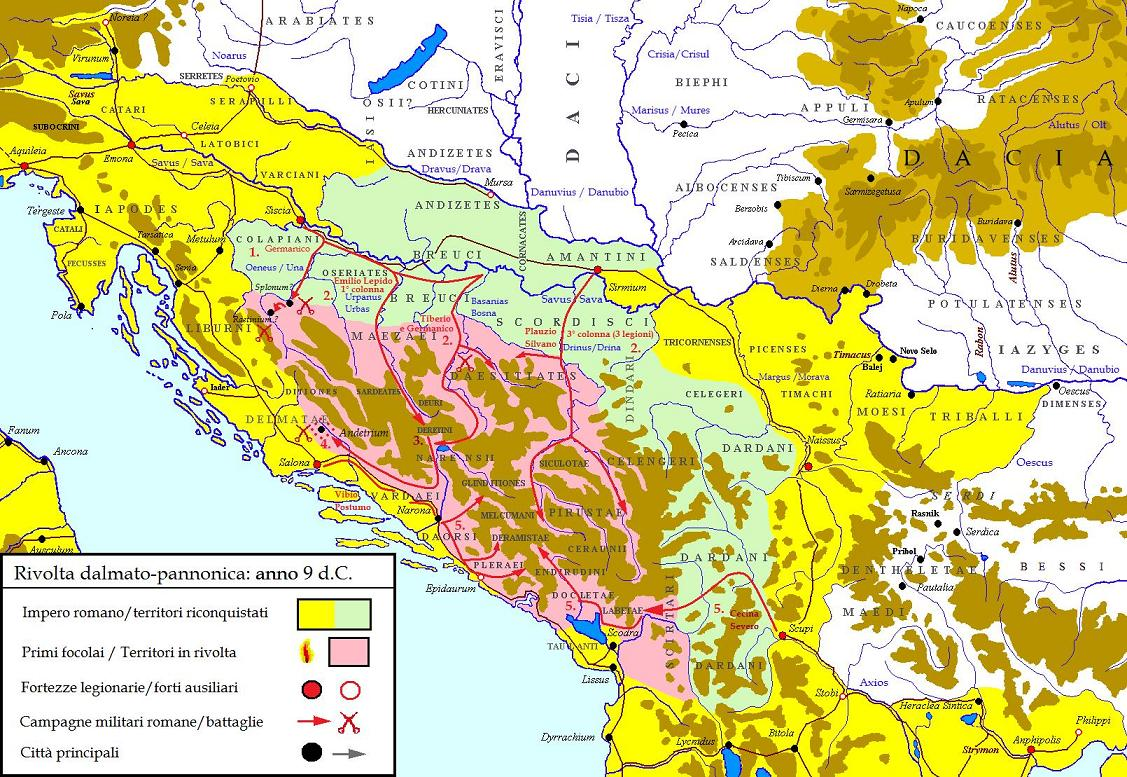
Il quarto ed ultimo anno di guerra: Tiberio divide l'esercito in tre colonne e procede alla sottomissione definitiva delle popolazioni dalmate, spostandosi da nord (fiume Sava) a sud (coste dalmate).

Le ostilità ripresero con l'inizio dell'anno, e Germanico, ancora una volta si distinse per coraggio e senso del comando, portando a termine alcune azioni militari di valore, come la conquista delle roccaforti dalmate di Splono (che alcuni studiosi moderni identificano con l'odierna Plevlje) e Raetinum. Anche gli altri generali, come Marco Plauzio Silvano e Marco Emilio Lepido si erano distinti in battaglia, sottomettendo l'importante città fortificata di Seretium e numerose altre località, ma non tutte le popolazioni dimostravano di sottomettersi, come sarebbe stato necessario.
Fu così che Augusto decise di inviare nuovamente in Dalmazia, Tiberio per dare nuovo impeto alla guerra e portarla definitivamente a termine. Tiberio, per prima cosa, divise l'esercito in tre colonne: 
- la prima, affidata a Marco Plauzio Silvano, doveva dirigersi verso l'interno della Dalmazia partendo da Sirmio lungo il fiume Bosna, coprendo il lato sinistro dello schieramento romano;
- la seconda, affidata al nuovo legato dell'Illirico (Marco Emilio Lepido), doveva percorrere il fiume Glina partendo da Siscia, in coperture del lato destro dello schieramento;
- la terza, sotto il suo diretto comando, insieme a Germanico Giulio Cesare, doveva probabilmente percorrere il fiume Urbas, al centro dello schieramento, in direzione Andretium (nelle vicinanze di Salona), dove Batone il Dalmata si nascondeva.

Un quarto esercito, sotto il comando del governatore di Dalmazia, un certo Gaio Vibio Postumo, ripuliva le coste adriatiche dei rivoltosi.
E dopo un lungo inseguimento, durante il quale numerose città dalmate caddero sotto gli insistenti colpi delle armate romane, Tiberio giungeva nei pressi di Andretium, cingendola d'assedio. Qui si ricongiungeva con Lepido, e dopo una lunga e sanguinosa battaglia sotto le sue mura, anche Batone capitolava e chiedeva la resa. Cassio Dione Cocceiano racconta che alla richiesta di Tiberio dei motivi che lo avevano spinto alla rivolta, Batone rispose:
Nel medesimo periodo, l'esercito che avanzava da Sirmio, sottometteva le tribù di Pirusti e Desiziati.
La guerra si concluse in questo modo. Augusto e Tiberio ricevettero l'ennesima acclamazione ad Imperator, mentre Germanico, Vibio Postumo, Lepido, Plauzio Silvano e Cecina Severo, gli ornamenta triumphalia.

## Conseguenze
Al termine della rivolta, l'area dell'Illirico e balcanica fu suddivisa in tre nuove province romane: di Dalmazia (o Illyricum Superior), di Pannonia (o Illyricum Inferior) e di Mesia, sottratta al proconsole di Macedonia.